# Morocco Tennis Tour - Tanger 2008
Il Morocco Tennis Tour - Tanger 2008 è stato un torneo di tennis facente parte della categoria ATP Challenger Series nell'ambito dell'ATP Challenger Series 2008. Il torneo si è giocato a Tangeri in Marocco dal 10 al 16 marzo 2008 su campi in terra rossa e aveva un montepremi di €30 000+H.

## Vincitori

### Singolare
Marcel Granollers ha battuto in finale  Daniel Gimeno con il punteggio di 6–4 6–4

### Doppio
Marc López /  Gabriel Trujillo hanno battuto in finale  Miguel Ángel López Jaén /  Iván Navarro con il punteggio di 6–3, 6(5)–7, 11–9